# Richard Kämmerlings
Pour les articles homonymes, voir Kämmerlings.
Cet article possède un paronyme, voir Kamerling.
Richard Kämmerlings, né le 16 avril 1969 à Krefeld (Allemagne), est un critique littéraire allemand.

## Biographie
Après avoir fréquenté le lycée Thomaeum de Kempen dans le Bas-Rhin, Richard Kämmerlings étudie l'allemand, l'histoire et la philosophie à Cologne et à Tübingen. Depuis 1997, il travaille comme journaliste indépendant pour la Westdeutscher Rundfunk et les Neue Zürcher Zeitung et Frankfurter Allgemeine Zeitung (FAZ). À partir de 2000, il travaille comme éditeur et, depuis 2001, comme éditeur littéraire dans la section des reportages du FAZ à Francfort-sur-le-Main.
Kämmerlings est rédacteur en chef au quotidien Die Welt depuis octobre 2010 et responsable du supplément hebdomadaire Die Literäre Welt de 2013 à 2017 ; depuis 2017, il est le correspondant littéraire du Welt et du Welt am Sonntag. Il est également membre du jury du Prix de littérature de Brême.
En 2021, Kämmerlings est nommé au jury du Prix du livre allemand.

## Publications
- Das kurze Glück der Gegenwart, Klett-Cotta, Stuttgart, 2011,  (ISBN 978-3-608-94607-9).